# The Uniques
Pour les articles homonymes, voir Unique.
The Uniques est un groupe de ska, rocksteady et de reggae jamaïcain formé en 1966 par Slim Smith, Roy Shirley et Franklyn White. Le groupe originel se sépare après quelques singles. Il est reformé fin 1967 par Slim Smith avec Jimmy Riley et Lloyd Charmers. Le premier titre de cette nouvelle formation, Watch This Sound (reprise du For What It's Worth de Stephen Stills), sera un hit, tout comme plusieurs de leurs singles produits par Bunny Lee, dont My Conversation. Ce titre fut vendu par ce dernier à Rupie Edwards qui utilisa le riddim pour créer le premier One-riddim album, Yamaha Skank.
Le premier album des Uniques, Absolutely The Uniques, fut publié par Trojan Records en 1969, année de la séparation du groupe.
Bunny Lee fit paraître un album showcase dans les années 1970, et le groupe fut brièvement ressuscité par Riley et Cornell Campbell en 1977 pour l'album Give Thanks.

## Discographie
Albums
- 1977 : Give Thanks
- 1978 : Showcase

Compilations
- 196X-7X : Watch This Sound